# 柯丝蒂·考文垂
姬絲蒂·利·歌雲妮（英語：Kirsty Leigh Coventry；1983年9月16日—），辛巴威女子游泳运动员、体育官员，前世界纪录保持者，辛巴威首位个人项目奥运会金牌得主，现任国际奥林匹克委员会主席（第10任），2025年3月20日當選，同年6月23日就任。
歌雲妮在2004年雅典奥运会上获得1金、1銀、1銅三枚奖牌，在2008年北京奥运会则获得了1枚金牌和3枚银牌，此外曾多次获得世锦赛冠军。她是非洲获得奥运奖牌最多的运动员，在退役时为获得奥运奖牌并列最多的女子游泳运动员。

## 早年生活
姬絲蒂·歌雲妮1983年9月16日出生在辛巴威首都哈拉雷的一个白人中产阶级家庭。高中期间，歌雲妮入讀津巴布韋的道明会高中（Dominican Convent High School），大学则就读于美国阿拉巴馬州奥本大学旅店管理和公共饮食业专业，辅修商务。

## 体育生涯

### 2000年和2004年奧運會
2000年，在悉尼奥运会上，尚在就读高中的歌雲妮首次代表津巴布韦出赛，并成為首位進入奧運準決賽的津巴布韋游泳运动员。她因此被评选為津巴布韋年度女子運動員（Zimbabwe's Sports Woman of the Year）。
她獲得了2002年在英國曼徹斯特舉行的大英國協運動會的資格，並在200公尺個人混合泳項目中獲得金牌。她以2:14.53的成績完成比賽，創造了英聯邦運動會紀錄。
2004年雅典奥运会上，考文垂第二次獲得參加奧運会的資格。她在此次奥运会中表现优异，先后获得女子100米仰泳银牌（1分00秒50，非洲紀錄）、200米个人混合泳铜牌（2分12秒72，非洲紀錄）和200米仰泳金牌，成为津巴布韦首位获得奥运会个人项目奖牌和金牌的运动员。由于其优异表现，她被津巴布韋奧委會主席保羅·欽戈卡（Paul Chingoka）稱為「我们的國寶」。

### 大學生涯
在奧本大学就读期间，她帶領俱乐部奥本老虎游泳跳水队贏得2003年和2004年美国国家大学体育协会（NCAA）錦標賽冠軍。2005年，她成為NCAA賽個人項目得分最高的游泳运动员，贏得3項個人賽，包括200米、400米個人四式和200米背泳。因比賽的出色表現，她被授予學院游泳教練協會最佳游泳运动员。大学期间的其他榮譽有2005年南部協會最佳游泳运动员、2004年-2005年南部協會年度最佳女游泳运动员，以及2005年本田体育獎最佳游泳运动员。

### 2005年和2007年世界游泳錦標賽
2005年，在蒙特利爾舉行的2005年世界游泳錦標賽上，她获得100米、200米背泳金牌和200米、400米混合泳銀牌。在200米仰泳决赛中，她的完赛時間為2分8秒52，比前一年奧運會200米背泳奪金的成绩进一步提升。雖然津巴布韋只有2名运动员参加此届锦标赛，但因她的出色表現，令國家成為獎牌榜第三名。她亦被评选为本届赛会最佳女子游泳运动员。
2007年，在墨爾本舉行的2007年世界游泳錦標賽上，歌雲妮贏得200米背泳和個人四式銀牌。在400米個人四式預賽中，她负于凯蒂·霍夫，只得第二名而未能晋级决赛。她在100米背泳仅游出1分1秒73，排名第14位，無緣進入決賽。

### 2008年和2009年賽季

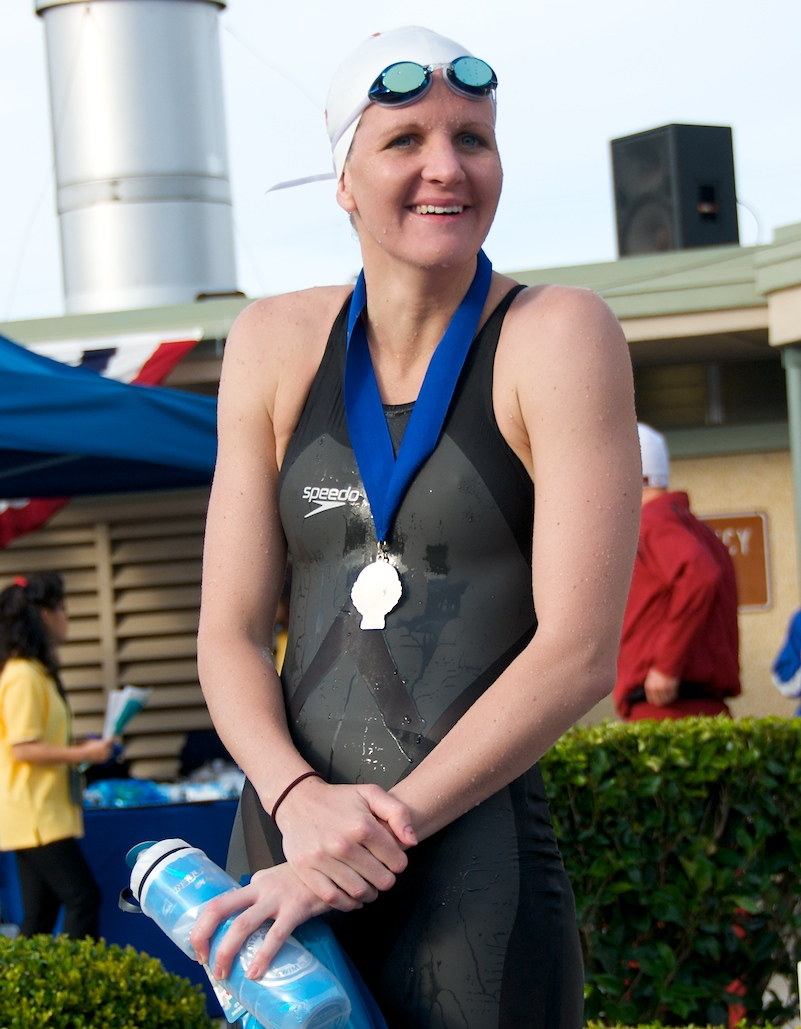
2009年的考文垂

2008年，歌雲妮在密苏里大奖赛（Missouri Grand Prix）女子200米背泳比赛中首次打破世界紀錄。她以2分6秒39的成绩，打破埃盖尔赛吉·克里斯蒂娜在1991年8月創下的200米仰泳世界纪录。此外，在此次比赛中，她还贏得100米背泳和200米個人四式金牌。在100米背泳比赛中，歌雲妮成為第三位游进1分钟、第二位游进59秒的女子选手。
在曼彻斯特举办的2008年世界短池游泳錦標賽上，她第二次打破世界紀錄，在女子400米個人四式比赛中以4分26秒52贏得金牌。翌日歌雲妮再贏得100米背泳金牌，游出57秒10，成為賽事歷來第二快紀錄，仅次于納塔莉·考芙林游出的56秒51。第三天賽事資格賽，歌雲妮打破200米背泳的赛会紀錄，時間為2分3秒69，只比日本选手中村禮子在2008年東京创下的世界纪录慢1/40秒。在200米背泳決賽中，歌雲妮游出2分0秒91，创下个人第三项世界紀錄。之後的短池賽200米個人四式中，歌雲妮游出2分6秒13，再次打破世界紀錄。因為她在賽事表現優異，被頒授國際泳聯锦标赛最佳女子游泳运动员。
同年举办的2008年北京奥运会上，歌雲妮再次代表津巴布韋代表團出赛。2008年8月10日，她先贏得女子400米個人四式銀牌，成為第二位超越4分30秒的女子运动员，第一位則是金牌選手史蒂芬妮·賴斯。赖斯在此次比赛决赛中以破世界纪录的成绩夺冠，而考文垂的成绩也比世界紀錄快出兩秒。女子100米背泳比赛中，歌雲妮在準決賽中以58秒77創出世界紀錄，但在決賽卻敗給納塔莉·考芙林，获得银牌。在200米個人四式决赛中，歌雲妮再次负于賴斯，收获银牌。最終，在200米背泳决赛上，歌雲妮以2分5秒24的成绩打破世界紀錄，奪得一面金牌。时任总统穆加贝因她的出色表现稱她為「黃金女孩」（Golden Girl），并颁发了十万美元的奖金；她将奖金捐献给了慈善事业。
2009年，考文垂在罗马举办的2009年世界游泳錦標賽上获得200米仰泳金牌和400米混合泳银牌。此外，她在200米混合泳比赛中获得第4名，在100米仰泳获得第8名。

### 2012年和2016年奧運會
2012年伦敦奥运会上，考文垂在200米混合泳决赛中以2分11秒13的成绩获得第6名；在200米仰泳决赛中，以2分08秒18的成绩获得第6名。
2016年里约热内卢奥运会上，考文垂在200米仰泳决赛中以2分08秒80的成绩再次获得第6名，在100米仰泳中则获得第11名。里约奥运会后，考文垂宣布退役，结束运动生涯。

## 体育管理与政治活动

### 国际奥林匹克委员会
2012年，考文垂入選国际奥林匹克委员会运动员委员会，并同时被选举为国际奥委会委员；2018年至2021年期间，考文垂担任国际奥委会运动员委员会主席，并于同期担任国际奥委会执行委员会成员。2023年起，再次担任执行委员。
2024年，在时任国际奥委会主席托马斯·巴赫确认不再继续担任主席职务后，考文垂宣布参选下一届主席，成为参与竞选的七名候选人之一，并被媒体普遍认为是巴赫本人较为属意的继任人选。2025年3月20日，在希腊举行的国际奥委会第144次全会上，考文垂首轮投票即获得过半数具投票资格参会委员支持，当选为第十任国际奥委会主席；她于6月23日接替托马斯·巴赫，正式就任主席一职，并由此成為首位女性及非洲出身的国际奥委会主席，也是近百年来最为年轻的主席。

### 其它职务
2016年起，考文垂担任國際衝浪協會副主席。
2018年，考文垂被任命为津巴布韦青年、体育、艺术与娱乐部（2023年起为体育、娱乐、艺术与文化部）部长。2025年3月，当选为国际奥委会主席后的候任期间，考文垂辞去该职。

## 个人生活
2013年8月10日，考文垂与泰隆·苏厄德（Tyrone Seward）结婚。2019年5月，她诞下了两人的第一个女儿；2024年，其次女出生。

## 成绩
考文垂共计曾获7枚奥运会奖牌，其中两枚为金牌，是津巴布韦及非洲获得奥运奖牌数最多的运动员。在津巴布韦参加奥运会史上的8枚奖牌中，有7枚为她个人获得。在退役时，她与埃盖尔赛吉·克里斯蒂娜并列为获得奥运奖牌数最多的女子游泳运动员；目前这一纪录则由凯蒂·莱德基保持。2023年，考文垂入选国际游泳名人堂。
下表中，WR為世界紀錄，AR為非洲紀錄，CR为英联邦纪录，NR為津巴布韦国家纪录。
| 项目                | 奖牌          | 成绩    | 赛事                     | 地点                 | 日期       | 备注       |
| ------------------- | ------------- | ------- | ------------------------ | -------------------- | ---------- | ---------- |
| 200米混合泳         | 金牌 - 第一名 | 2:14.53 | 2002年英联邦运动会       | 英国曼彻斯特         | 2002/07/30 | CR         |
| 100米仰泳           | 銀牌 - 第二名 | 1:00.50 | 2004年夏季奥林匹克运动会 | 希腊雅典             | 2004/08/16 | AF         |
| 200米仰泳           | 金牌 - 第一名 | 2:09.19 | 2004年夏季奥林匹克运动会 | 希腊雅典             | 2004/08/20 | AF         |
| 200米混合泳         | 銅牌 - 第三名 | 2:12.72 | 2004年夏季奥林匹克运动会 | 希腊雅典             | 2004/08/17 |            |
| 100米仰泳           | 金牌 - 第一名 | 1:00.24 | 2005年世界游泳锦标赛     | 加拿大蒙特利尔       | 2005/07/26 |            |
| 200米仰泳           | 金牌 - 第一名 | 2:08.52 | 2005年世界游泳锦标赛     | 加拿大蒙特利尔       | 2005/07/30 |            |
| 200米混合泳         | 銀牌 - 第二名 | 2:11.13 | 2005年世界游泳锦标赛     | 加拿大蒙特利尔       | 2005/07/25 |            |
| 400米混合泳         | 銀牌 - 第二名 | 4:39.72 | 2005年世界游泳锦标赛     | 加拿大蒙特利尔       | 2005/07/31 |            |
| 200米仰泳           | 銀牌 - 第二名 | 2:07.54 | 2007年世界游泳锦标赛     | 澳大利亚墨尔本       | 2007/03/26 |            |
| 200米混合泳         | 銀牌 - 第二名 | 2:10.76 | 2007年世界游泳锦标赛     | 澳大利亚墨尔本       | 2007/03/26 |            |
| 50米仰泳            | 金牌 - 第一名 | 28.89   | 2007年全非运动会         | 阿尔及利亚阿尔及尔   | 2007/07/16 | AF         |
| 100米仰泳           | 金牌 - 第一名 | 1:01.28 | 2007年全非运动会         | 阿尔及利亚阿尔及尔   | 2007/07/14 | AF         |
| 200米仰泳           | 金牌 - 第一名 | 2:10.66 | 2007年全非运动会         | 阿尔及利亚阿尔及尔   | 2007/07/17 | AF         |
| 100米仰泳           | 銀牌 - 第二名 | 2:10.66 | 2007年全非运动会         | 阿尔及利亚阿尔及尔   | 2007/07/16 |            |
| 50米自由泳          | 金牌 - 第一名 | 2:11.13 | 2007年全非运动会         | 阿尔及利亚阿尔及尔   | 2007/07/18 |            |
| 800米自由泳         | 金牌 - 第一名 | 8:43.89 | 2007年全非运动会         | 阿尔及利亚阿尔及尔   | 2007/07/14 | AF         |
| 200米混合泳         | 金牌 - 第一名 | 2:13.02 | 2007年全非运动会         | 阿尔及利亚阿尔及尔   | 2007/07/18 | AF         |
| 400米混合泳         | 金牌 - 第一名 | 4:39.91 | 2007年全非运动会         | 阿尔及利亚阿尔及尔   | 2007/07/12 | AF         |
| 4 × 200米自由泳接力 | 銀牌 - 第二名 | 8:38.20 | 2007年全非运动会         | 阿尔及利亚阿尔及尔   | 2007/07/14 | NR         |
| 4 × 100米混合泳接力 | 銀牌 - 第二名 | 4:21.60 | 2007年全非运动会         | 阿尔及利亚阿尔及尔   | 2007/07/18 | NR         |
| 100米仰泳           | 銀牌 - 第二名 | 59.19   | 2008年夏季奥林匹克运动会 | 中国北京             | 2008/08/12 | WR（预赛） |
| 200米仰泳           | 金牌 - 第一名 | 2:05.24 | 2008年夏季奥林匹克运动会 | 中国北京             | 2008/08/12 | WR         |
| 200米混合泳         | 銀牌 - 第二名 | 2:08.59 | 2008年夏季奥林匹克运动会 | 中国北京             | 2008/08/13 | AF         |
| 400米混合泳         | 銀牌 - 第二名 | 4:29.89 | 2008年夏季奥林匹克运动会 | 中国北京             | 2008/08/10 | AF         |
| 200米仰泳           | 金牌 - 第一名 | 2:04.81 | 2009年世界游泳锦标赛     | 意大利罗马           | 2009/08/01 | WR         |
| 400米混合泳         | 銀牌 - 第二名 | 4:32.12 | 2009年世界游泳锦标赛     | 意大利罗马           | 2009/08/02 |            |
| 100米仰泳           | 金牌 - 第一名 | 1:00.86 | 2011年全非运动会         | 莫桑比克马普托       | 2011/09/07 | AR         |
| 200米仰泳           | 金牌 - 第一名 | 2:12.40 | 2011年全非运动会         | 莫桑比克马普托       | 2011/09/10 |            |
| 100米蝶泳           | 銀牌 - 第二名 | 1:02.20 | 2011年全非运动会         | 莫桑比克马普托       | 2011/09/08 |            |
| 200米混合泳         | 金牌 - 第一名 | 2:13.70 | 2011年全非运动会         | 莫桑比克马普托       | 2011/09/09 |            |
| 400米混合泳         | 金牌 - 第一名 | 4:44.34 | 2011年全非运动会         | 莫桑比克马普托       | 2011/09/05 |            |
| 4 × 100米自由泳接力 | 銀牌 - 第二名 | 3:57.81 | 2011年全非运动会         | 莫桑比克马普托       | 2011/09/07 |            |
| 4 × 200米自由泳接力 | 銀牌 - 第二名 | 8:42.23 | 2011年全非运动会         | 莫桑比克马普托       | 2011/09/05 |            |
| 4 × 100米混合泳接力 | 銀牌 - 第二名 | 4:24.01 | 2011年全非运动会         | 莫桑比克马普托       | 2011/09/10 |            |
| 100米仰泳           | 金牌 - 第一名 | 1:01.15 | 2015年非洲运动会         | 刚果共和国布拉柴维尔 | 2015/09/08 | AR         |
| 200米仰泳           | 金牌 - 第一名 | 2:13.29 | 2015年非洲运动会         | 刚果共和国布拉柴维尔 | 2015/09/11 |            |
| 200米混合泳         | 金牌 - 第一名 | 2:16.05 | 2015年非洲运动会         | 刚果共和国布拉柴维尔 | 2015/09/10 |            |

## 外部連結
- Auburn University profile
- Results & Videos on SwimPassion.net
- "Kirsty Coventry" （页面存档备份，存于），n°83 on 時代雜誌’s list of "100 Olympic Athletes To Watch"

| 前任： 納塔莉·考芙林 | 女子100米仰泳世界紀錄保持者（长池） 2008年8月11日 – 2009年7月27日 | 繼任： 阿纳斯塔西娅·祖耶娃 |
| 獎項                 |                                                                   |                            |
| 前任： 未舉辦        | 年度非洲女子游泳选手 2004年 – 2005年                              | 繼任： 苏珊·范比利翁       |